# Kingsley Ben-Adir
Kingsley Ben-Adir (London, 1986. február 28. –) brit színész.

## Élete és pályafutása
Édesapja Marokkóból származik.
Ben-Adir 2011-ig a Guildhall School of Music and Drama zene- és drámaiskolában tanult.
2014 és 2018 között a Vera – A megszállott nyomozó című sorozat 4–8. évadjában Marcus Sumnert játszotta. 2021-ben Chopard Trófeával tüntették ki.

## Filmográfia

### Film
| Év   | Magyar cím                       | Eredeti cím                      | Szerep                   | Magyar hang       |
| ---- | -------------------------------- | -------------------------------- | ------------------------ | ----------------- |
| 2013 | Z világháború                    | World War Z                      | Hawkins rendőr           |                   |
| 2016 |                                  | Trespass Against Us              | Sampson                  |                   |
| 2017 | Arthur király – A kard legendája | King Arthur: Legend of the Sword | Wet Stick                | Fehér Tibor       |
| 2018 | The Commuter – Nincs kiszállás   | The Commuter                     | Garcia különleges ügynök | Ágoston Péter     |
| 2019 | Noelle: A Télapó lánya           | Noelle                           | Jake Hapman              | Fehér Tibor       |
| 2020 | Egy éj Miamiban…                 | One Night in Miami               | Malcolm X                | Kálid Artúr       |
| 2023 | Barbie                           | Barbie                           | Ken                      | Kádár-Szabó Bence |
| 2024 | Bob Marley: One Love             | Bob Marley: One Love             | Bob Marley               | Vizi Dávid        |

### Televízió
| Év        | Magyar cím                   | Eredeti cím              | Szerep                  | Megjegyzések                                                      |
| --------- | ---------------------------- | ------------------------ | ----------------------- | ----------------------------------------------------------------- |
| 2012      | Agatha Christie: Marple      | Agatha Christie's Marple | Errol                   | 1 epizód                                                          |
| 2014-2018 | Vera – A megszállott nyomozó | Vera                     | Dr. Marcus Sumner       | főszereplő (16 epizód)                                            |
| 2016      | Kisvárosi gyilkosságok       | Midsomer Murders         | Bartholomew Hines       | 1 epizód                                                          |
| 2016      |                              | Ordinary Lies            | Jake                    | 1 epizód                                                          |
| 2017      | Halál a paradicsomban        | Death in Paradise        | Irie Johnson            | 1 epizód                                                          |
| 2017      | Diana és én                  | Diana and I              | Russell                 | tévéfilm                                                          |
| 2017-2019 | Birmingham bandája           | Peaky Blinders           | Ben Younger ezredes     | - visszatérő szereplő (4. évad) - főszereplő - 5. évad (5 epizód) |
| 2018      | Deep State – Háttérhatalom   | Deep State               | Khalid Walker           | visszatérő szereplő (4 epizód)                                    |
| 2019      | Angyal?                      | The OA                   | Karim Washington        | főszereplő (6 epizód)                                             |
| 2020      | High Fidelity                | High Fidelity            | Russell 'Mac' McCormack | visszatérő szereplő (7 epizód)                                    |
| 2020      |                              | Love Life                | Grant                   | 1 epizód                                                          |
| 2020      |                              | The Comey Rule           | Barack Obama            | minisorozat                                                       |
| 2020      |                              | Soulmates                | Franklin                | 1 epizód                                                          |
| 2023      | Titkos invázió               | Secret Invasion          | Gravik                  | - minisorozat (főszereplő) - magyar hangja: - Vizi Dávid          |

## Fordítás
- Ez a szócikk részben vagy egészben a Kingsley Ben-Adir című angol Wikipédia-szócikk fordításán alapul.  Az eredeti cikk szerkesztőit annak laptörténete sorolja fel. Ez a jelzés csupán a megfogalmazás eredetét és a szerzői jogokat jelzi, nem szolgál a cikkben szereplő információk forrásmegjelöléseként.